# Ontex (entreprise)
 (juin 2016).
Pour les articles homonymes, voir Ontex.
Ontex est une entreprise belge de produits d'hygiène, en particulier hygiène des bébés, de hygiène féminine et protection de l’incontinence pour adultes.
Ontex aide de grands distributeurs à lancer ou à développer leurs marques, et distribue également ses propres marques dans des hôpitaux, maisons de retraite, pharmacies et services de livraison à domicile. Depuis sa création en Belgique en 1979, Ontex est devenu une entreprise internationale avec des bureaux et usines de fabrication en Europe, en Afrique du Nord, en Chine, en Australie, au Moyen-Orient et sur l’ensemble du continent américain.

## Histoire
Créé en 1979 à Buggenhout en Belgique, Ontex a commencé par la production d’alèses destinées à des hôpitaux, cliniques et maisons de retraite belges. Dans les années 1980 et 1990, Ontex a étendu sa gamme de produits aux culottes jetables, protections pour personnes incontinentes, couches et protège-slips. L’entreprise a également acquis des sites de distribution et de production en Europe, en République tchèque et en Turquie. En 2006, Ontex a ouvert sa première usine hors d’Europe en Chine, suivie par une usine de fabrication en Algérie.
En juin 2014, Ontex a fait son entrée sur Euronext Bruxelles, s’assurant ainsi une base financière solide pour continuer à développer de nouveaux produits, collaborer avec ses clients et chercher de nouveaux marchés. En mars 2016, moins de deux ans après son introduction en bourse, Ontex a intégré le BEL20, l’indice de la bourse de Bruxelles, composé de vingt grandes entreprises belges.

## Acquisitions
Chez Ontex, les acquisitions jouent un rôle capital pour accélérer la transformation de l’entreprise familiale en acteur international.
En 2011, Ontex a acquis l’un des plus grands producteurs européens de produits d’hygiène jetables, Lille Healthcare, et a ouvert des usines en Australie, en Russie et au Pakistan.
En 2013, Ontex a élargi sa gamme de produits de protection de l’incontinence avec l’acquisition des marques italiennes Serenity.
L’acquisition stratégique de Grupo P.I Mabe en 2016 a accéléré la transformation d’Ontex. Elle a permis à l’entreprise de s’étendre au-delà de l’Europe de l’Ouest et de s’établir plus solidement sur des marchés porteurs. Grupo Mabe est un fabricant mexicain de produits de soins pour bébés, pour adultes et d’hygiène féminine. Deuxième acteur dans le domaine des soins pour bébés au Mexique, c’est aussi le numéro 3 sur le marché mexicain des produits de soins pour adultes, un marché modeste mais en pleine croissance. Fondé il y a 40 ans, Grupo Mabe exporte dans de nombreux pays du continent américain, dont les États-Unis.
En 2017, au Brésil, Ontex fait l'acquisition de l'activité hygiène personnelle d'Hypermarcas S.A..

## Composition des produits d’hygiène
Les produits d’hygiène absorbants modernes se composent de plusieurs couches et garnitures dans un châssis visant un ajustement sûr et confortable. Le noyau absorbant est constitué d’un mélange de polymère superabsorbant à base de polyacrylate (SAP) et de cellulose (pâte pour duvet de cellulose appelé généralement "Fluff"). Il est complété par des couches de polypropylène, polyéthylène, polyester et par quelques élastiques et adhésifs (colle...),
L’objectif annoncé d’Ontex consiste à se procurer la majorité des matières premières qui composent ses produits chez des fournisseurs locaux. Cependant, la pâte cellulosique provient du sud des États-Unis (Caroline du Nord, Floride, Mississippi, Géorgie, Alabama et Virginie) et de Scandinavie.
La pâte pour duvet de cellulose est l’une des principales matières premières. Il s’agit d’une matière première renouvelable. Sa production comporte plusieurs étapes pour extraire la cellulose naturelle des résineux (de 40 % à 55 % de l’arbre). L’écorce et la lignine qui restent après l’extraction de la cellulose peuvent être utilisées pour produire de l’énergie par les fournisseurs de pâte de l’entreprise, ce qui réduit les déchets. Certains fournisseurs sont presque autosuffisants pour leurs besoins d’énergie, voire vendent une partie de la chaleur et de l’énergie qu’ils produisent à des centrales de cogénération. Potentiellement, tous les produits chimiques utilisés dans le processus sont récupérés et réutilisés. Finalement, la pâte est diluée et purifiée (avec action de blanchiment par la même occasion) pour enlever les restes de lignine. Le blanchiment de la pâte utilisée par Ontex peut être exempté de chlore (on parle alors de procédé ECF ou TCF)

## Liste des marques principales
Fournisseur de solutions d’hygiène personnelle pour les bébés, les femmes et les adultes, Ontex conçoit et fabrique des produits et solutions pour des marques de distributeur (60 % de ses activités) et son propre portefeuille de marques (40 % de ses activités).
- Baby Care
  - Canbebe
  - Helen Harper Baby
  - Moltex
  - Biobaby
  - Bbtips
  - Kiddies
  - Chicolastic
  - Baby Pants
  - Sapeka
  - Pompom
  - Cremer
  - Little Big Change
- Feminine Care
  - Silhouette
  - NAT
  - Fiore
- Adult care
  - Id
  - Canped
  - Serenity
  - Lille Healthcare
  - Euron
  - Affective
  - Liberty
  - Adultmax
  - Moviment
  - Bigfral